# Andreas Martinsen
Andreas Martinsen (ur. 13 czerwca 1990 w Bærum) – norweski hokeista, reprezentant Norwegii.

## Kariera
- Lillehammer IK U20 (2006-2007)
- Lillehammer IK 2 (2006-2007)
- Lillehammer IK (2007-2009)
- Leksand J20 (2009)
- Leksand (2009)
- Lillehammer IK (2009-2012)
- Düsseldorfer EG (2012-2015)
- Colorado Avalanche (2015-2017)
- Montreal Canadiens (2017)
- Chicago Blackhawks (2017-2019)
- Rockford IceHogs (2017-2019)
- San Diego Gulls (2019)
- Wilkes-Barre/Scranton Penguins (2019-2020)
- EV Zug (2020)
- Lillehammer IK (2020-2022)
- Vålerenga Ishockey (2023-)

Wychowanek klubu Rosenborg IK z Trondheim. Występował w norweskich rozgrywkach GET-ligaen w barwach Lillehammer IK. W 2009 grał w szwedzkim klubie Leksand w lidze Allsvenskan'. Od maja 2012 zawodnik niemieckiego klubu Düsseldorfer EG w lidze DEL. W marcu 2013 i w marcu 2014 przedłużał kontrakt o rok. Wraz z nim w DEG do 2015 występował jego rodak Ken André Olimb. Od maja 2015 zawodnik amerykańskiego klubu w lidze NHL. Od marca 2017 zawodnik Montreal Canadiens (w toku wymiany za Szwajcara Svena Andrighetto). Od października 2017 zawodnik Chicago Blackhawks. Równolegle grał w Rockford IceHogs w AHL. Od lipca 2019 był formalnie zawodnikiem Anaheim Ducks, lecz występował w zespole podrzędnym San Diego Gulls w AHL. Pod koniec października 2019 przeszedł do Pittsburgh Penguins i został przekazany do drużyny podrzędnej Wilkes-Barre/Scranton Penguins w AHL. Pod koniec stycznia 2020 został zwolniony przez Pittsburgh Penguins i wówczas został zawodnikiem szwajcarskiego EV Zug. We wrześniu 2020 ponownie został graczem Lillehammer IK. Od początku stycznia 2023 zawodnik Vålerenga Ishockey.
Uczestniczył w turniejach mistrzostw świata juniorów do lat 18 w 2007, 2007 (Dywizja I), mistrzostw świata juniorów do lat 20 w 2008, 2009, 2010 (Dywizja I), mistrzostw świata w 2010, 2011, 2012, 2013, 2014, 2015, 2016, 2017, 2019, 2022.

## Sukcesy
- Awans do Elity mistrzostw świata juniorów do lat 18: 2007
- Awans do Elity mistrzostw świata juniorów do lat 20: 2010

Klubowe
- Brązowy medal mistrzostw Niemiec: 2015 z DEG

Indywidualne
- Mistrzostwa Świata w Hokeju na Lodzie 2019/Elita:
  - Jeden z trzech najlepszych zawodników reprezentacji w turnieju[13]